# ピエール・グリマル
ピエール・グリマル（Pierre Grimal、1912年11月21日 - 1996年10月11日）は、フランスの歴史学者、古典学者、ラテン学者である。

## 経歴
1912年、パリで生まれた。1933年に高等師範学校（エコール・ノルマル・シュペリウール）を卒業。ソルボンヌ（パリ大学）で30年間にわたって教鞭を執った。

## 日本語訳された書籍
- 『ギリシア神話』（高津春繁 訳、白水社〈文庫クセジュ 201〉、1956年）ISBN 4-560-05201-8
  - 改版『ギリシア神話』（高津春繁 訳、白水社〈文庫クセジュ 726〉、1992年）ISBN 4-560-05726-5
- 『ラテン文学史』（藤井昇・松原秀一 訳、白水社〈文庫クセジュ407〉、1966年）ISBN 4-560-05407-X
- 『古代ギリシア・ローマ演劇』（小苅米晛 訳、白水社〈文庫クセジュ633〉、1979年）ISBN 4-560-05633-1
- 『ユリウス・カエサル』[2]（長谷川博隆監修・訳、高田邦彦・土岐正策 訳、小学館「世界伝記双書」、1984年）ISBN 4-09-679003-6。
- 『ローマの愛』（沓掛良彦・土屋良二 訳、白水社、1994年）ISBN 4-560-02877-X
- 『キケロ』（高田康成 訳、白水社〈文庫クセジュ758〉、1994年）ISBN 4-560-05758-3
- 『ローマの古代都市』（北野徹 訳、白水社〈文庫クセジュ767〉、1995年）ISBN 4-560-05767-2
- 『セネカ』（鈴木暁 訳、白水社〈文庫クセジ835〉、2001年）ISBN 4-560-05835-0
- 『アウグストゥスの世紀』（北野徹 訳、白水社〈文庫クセジュ872〉、2004年）ISBN 4-560-05872-5
- 『古代ローマの日常生活』（北野徹 訳、白水社〈文庫クセジュ885〉、2005年）ISBN 4-560-50885-2
- 『ローマ文明』（桐村泰次 訳、論創社、2009年）ISBN 4-8460-0831-2